# Akaba
Akaba (másképp Aqaba, arabul العقبة) Jordánia egyetlen tengeri kikötővárosa. A Vörös-tenger északi részén, az Akabai-öböl partján, a Jordán Királyságnak pedig a déli részén terül el. Fontos kereskedelmi központ, mely Ázsiát, Afrikát és Európát köti össze. A 25 km-es jordániai tengerpart ma már egyre inkább beépül. Kikötők, strandok és szállodák épülnek itt.

## Éghajlata
| Hónap                                    | Jan. | Feb. | Már. | Ápr. | Máj. | Jún. | Júl. | Aug. | Szep. | Okt. | Nov. | Dec. | Év   |
| ---------------------------------------- | ---- | ---- | ---- | ---- | ---- | ---- | ---- | ---- | ----- | ---- | ---- | ---- | ---- |
| Átlagos max. hőmérséklet (°C)            | 20,5 | 22,3 | 25,9 | 31,0 | 35,3 | 38,5 | 40,0 | 39,6 | 36,7  | 32,5 | 27,0 | 22,0 | 31,0 |
| Átlagos min. hőmérséklet (°C)            | 9,3  | 10,5 | 13,4 | 17,6 | 21,3 | 24,0 | 26,1 | 26,3 | 24,2  | 20,6 | 15,3 | 10,8 | 18,3 |
| Átl. csapadékmennyiség (mm)              | 5    | 4    | 3    | 2    | 1    | 0    | 0    | 0    | 0     | 3    | 2    | 5    | 25   |
| Forrás: Jordan Meteorological Department |      |      |      |      |      |      |      |      |       |      |      |      |      |

## Története
Már 3500 évvel ezelőtt lakott volt a hely és már akkor is stratégiailag fontos kikötő volt a Távol-Kelet, Egyiptom, India és Kína felé. Egyes feltételezések a bibliai Eilattal azonosítják. Akaba ősi neve Ayla volt. Az egyiptomi Ptolemaiosz i.e. 3. században elfoglalta és a nevét Berenicére változtatta. 106-ban Traianus császár elfoglalta a várost és beolvasztotta a Római Birodalomba azután, hogy leigázta a nabateusokat. A bizánci időkben Aqaba püspöki székhely volt, ekkor több templom épült. 1116-ban elfoglalták a keresztesek és egy kis erődöt építettek a Fáraó-szigeten. Akabát a muszlim seregek 1320-ban foglalták vissza, de a város addigra már elvesztette jelentőségét, mivel a kalifák áttették a székhelyüket Damaszkuszból Bagdadba.
1517-ben az ottomán seregek legyőzték a mamelukokat, így az Oszmán Birodalom része lett. A Szuezi-csatorna 1869-ben történt beindítása végképp megpecsételte Akaba sorsát. A 20. század elejére nem volt több egyszerű halászfalunál. Akaba visszanyerte a jelentőségét, amikor 1917-ben Fejszál herceg az angolokkal szövetkezve elfoglalta a települést az ottománoktól. Az araboknak komoly hadi segítséget nyújtott Thomas Edward Lawrence brit katonatiszt, akit később Arábiai Lawrence-ként ismer a világ. 1925-ben a vidéket az akkori Transzjordániai Emirátushoz csatolták. 1950-ben Jordánia tengeri kapuja lett. 1954-ben megépítették a kikötőt, aminek segítségével modern várossá fejlődött. 1965-ben Huszejn király 6000 négyzetkilométeres sivatagi területet cserélt egy 12 kilométeres tengerparti szakaszra Szaúd-Arábiával, ezzel az üzlettel tovább tudták bővíteni a kikötőt és immár ők is hozzáférnek a Yamanieh korallszirthez.

## Látnivalók
- Mameluk erőd: Az erőd eredetileg keresztes várkastély volt, majd a mamelukok bővítették ki 1587-ben.
- Akabai Régészeti Múzeum: A múzeumot Huszejn király nagyapjának házában rendezték be.
- Akvárium
- Ősi Ayla

## Képek

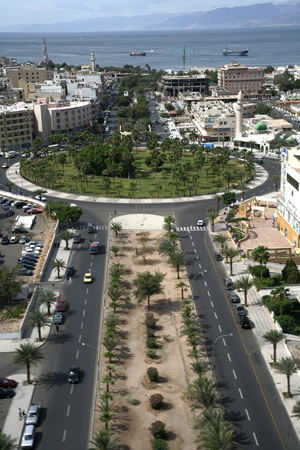
Városközpont
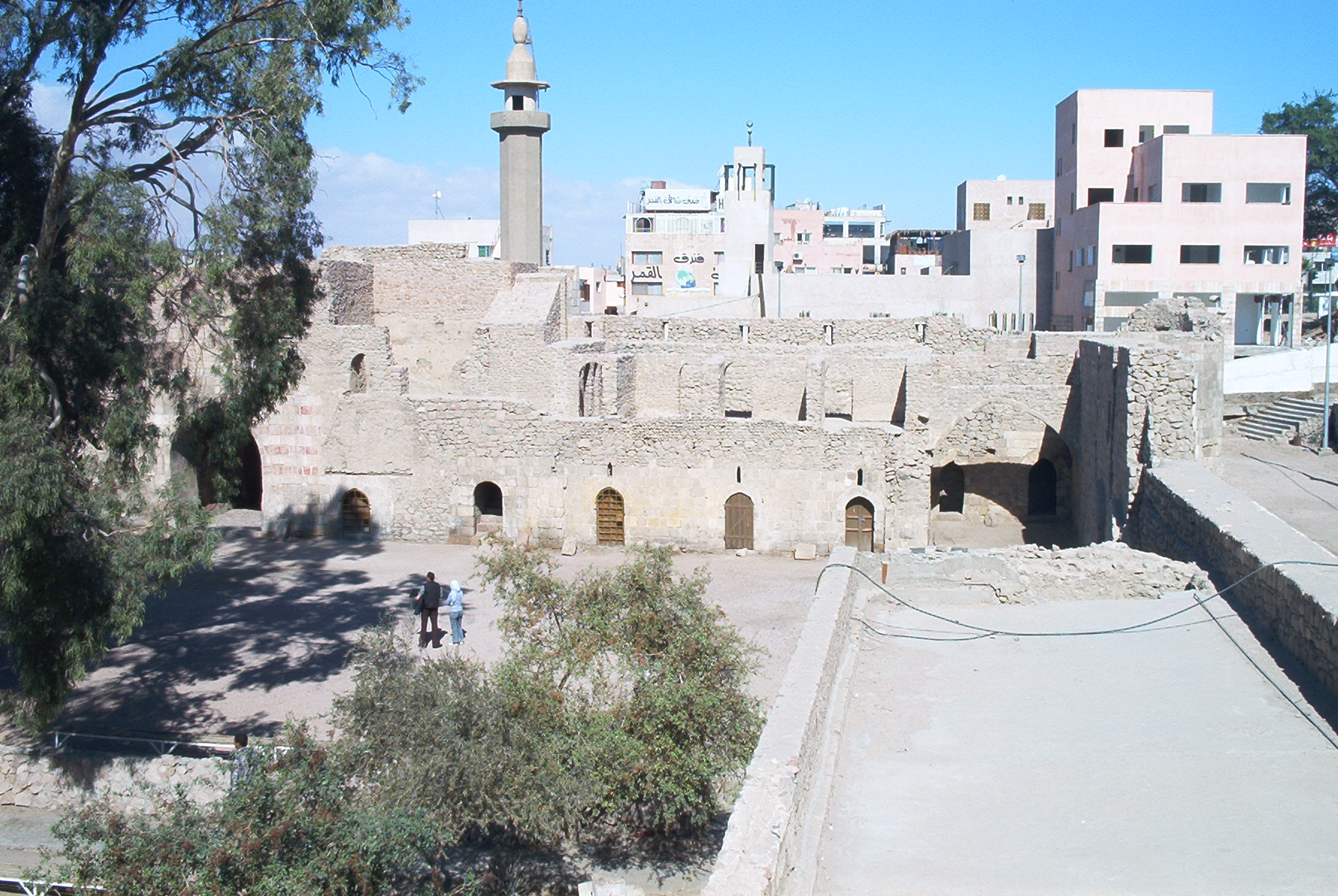
Ottomán erőd
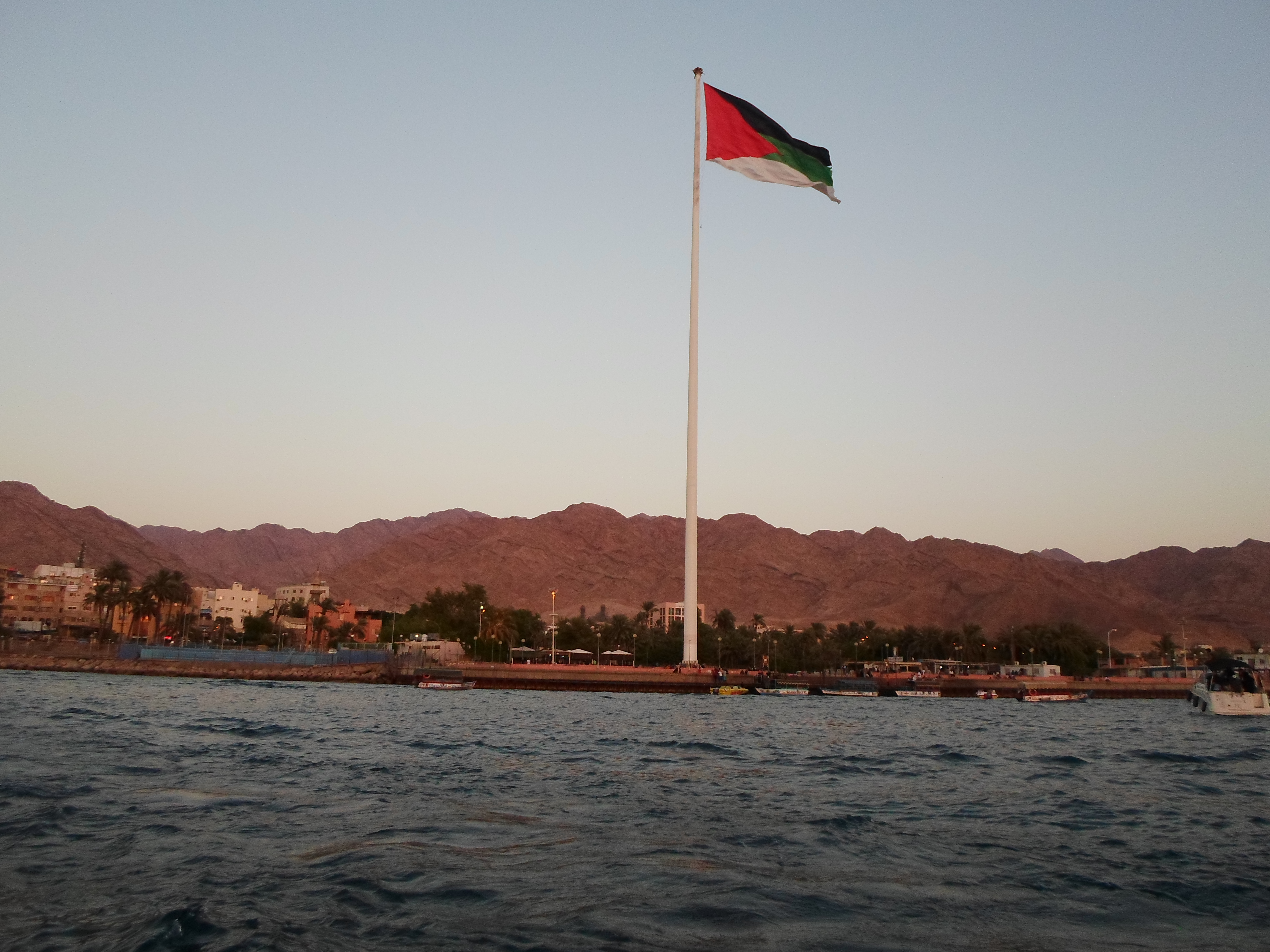
A nagy arab forradalom zászlaja
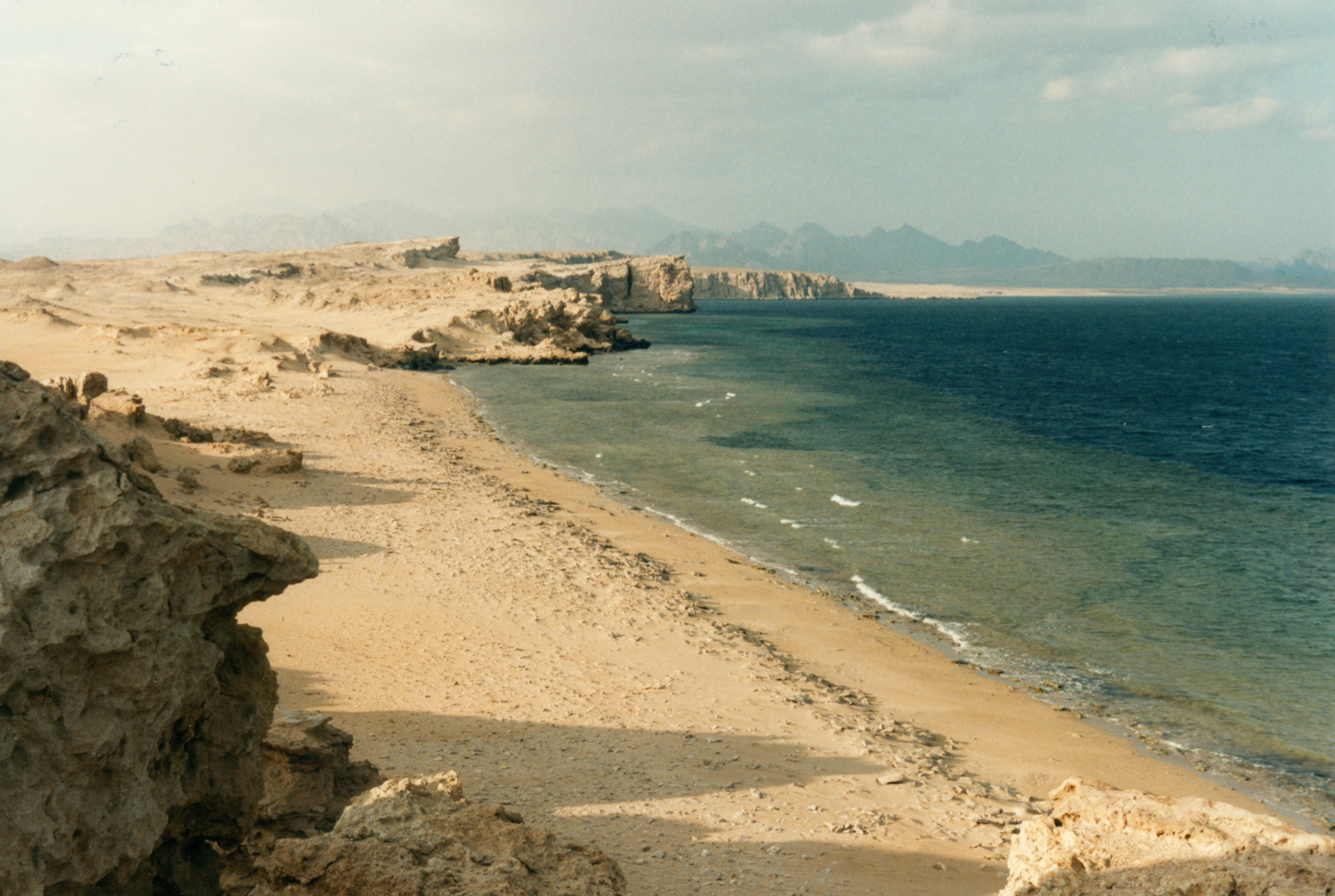
Tengerpart
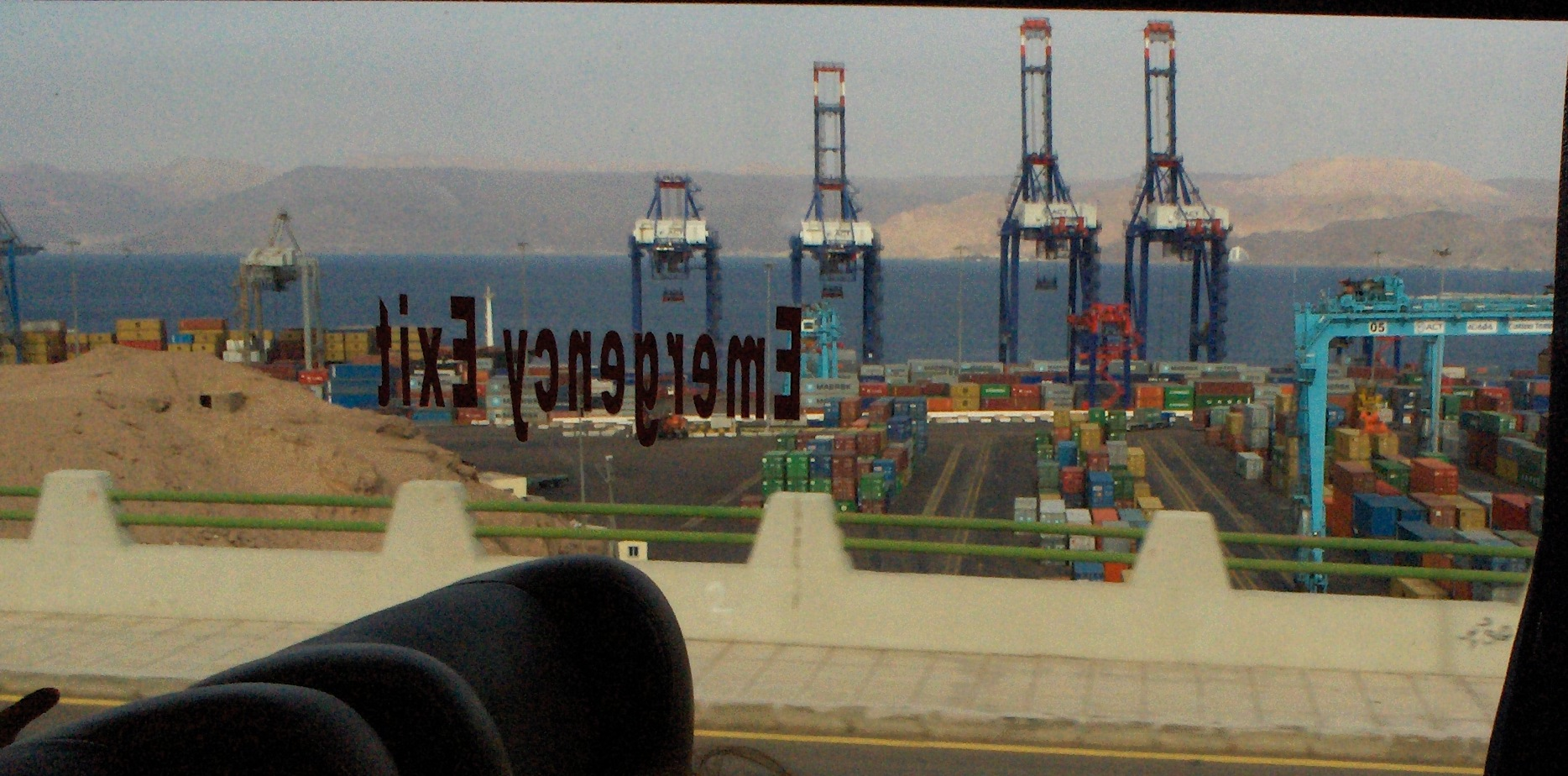
Kereskedelmi kikötő

## Testvérvárosok
- Alcamo, Olaszország
- Baszra, Irak
- Málaga, Spanyolország
- Szentpétervár, Oroszország
- Várna, Bulgária

## Külső hivatkozások
- Hivatalos honlap